# U 488
U 488 war ein deutsches U-Boot vom Typ XIV, das im Zweiten Weltkrieg von der deutschen Kriegsmarine eingesetzt wurde. Die Boote dieses Typs waren zur Versorgung anderer U-Boote konzipiert und wurden daher „Milchkühe“ genannt. Mit der Versenkung von U 488 beendete die Kriegsmarine das Konzept der seegestützten U-Boot-Versorgung.

## Bau und Indienststellung
Der Auftrag für das Boot wurde am 17. Juli 1941 an die Deutschen Werke in Kiel vergeben. Die Kiellegung erfolgte am 3. Januar 1942 und der Stapellauf am 17. Oktober 1942. Der Kommandant, Leutnant zur See der Reserve Erwin Bartke, stellte das Boot am 1. Februar 1943 in Dienst.

## Flottillenzugehörigkeit, Stationierungen und Kommandanten
Nach der Indienststellung am 1. Februar 1943 absolvierte U 488 seine Ausbildungsfahrten bei der 4. U-Flottille in Stettin, bevor es als Frontboot am 1. Mai 1943 der 12. U-Flottille in Bordeaux zugeteilt wurde. Dort wurde es bis zu seiner Versenkung am 26. April 1944 als Versorgungsboot eingesetzt.

## Einsatz und Geschichte
Das Boot war eine sogenannte "Milchkuh" und wurde ausschließlich als Versorgungsboot eingesetzt. Es führte drei Versorgungsunternehmungen durch.

### Erste Unternehmung
Das Boot lief am 18. Mai 1943 von Kiel aus und lief am 10. Juli 1943 in Bordeaux ein. Auf dieser 53 Tage dauernden Versorgungsunternehmung im Mittelatlantik wurden folgende Boote versorgt: U 558, U 666, U 232, U 435, U 951, U 642, U 641, U 211, U 336, U 228, U 953, U 603, U 221, U 608, U 618, U 590, U 571, U 306, U 84, U 634, U 653 und U 358. Die folgenden Boote wurden nur mit Ersatzteilen ausgerüstet: U 732, U 615, U 415, U 535 und U 257.

### Zweite Unternehmung
Das Boot lief am 7. September 1943 von Bordeaux aus und lief am 12. Dezember 1943 wieder dort ein. Auf dieser 96 Tage dauernden Versorgungsunternehmung in den Mittelatlantik westlich der Azoren wurden folgende Boote versorgt: U 68, U 155, U 103, U 402, U 584, U 731, U 378, U 758, U 378, U 641, U 731, U 193, U 103, U 530 und U 129.

### Dritte Unternehmung

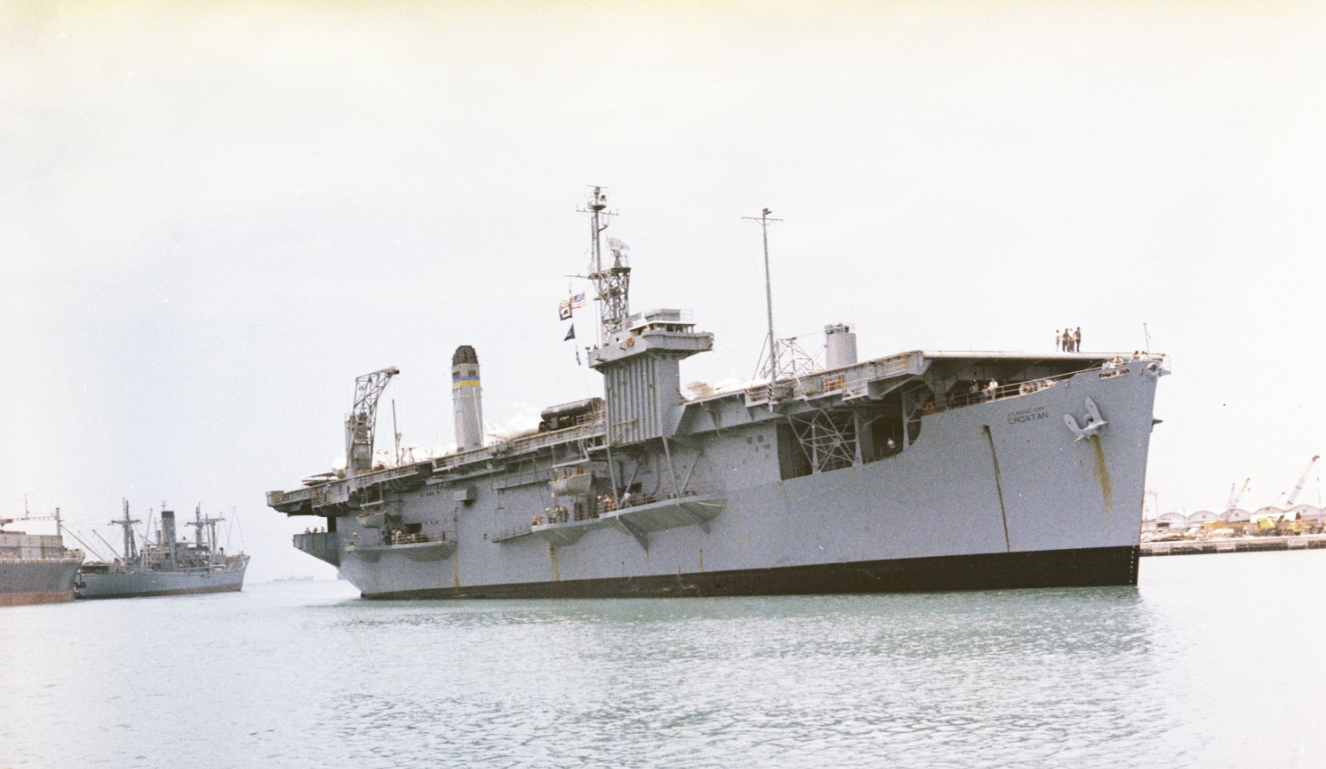
Die Croatan

Das Boot lief am 22. Februar 1944 unter dem neuen Kommandanten Bruno Studt von Bordeaux aus. Auf dieser 63 Tage dauernden Versorgungsunternehmung im Mittelatlantik, südwestlich der Azoren, wurden folgende Boote versorgt: U 537, U 129, U 843 und U 123. Letzteres, ein kampferprobtes Boot mit einer erfahrenen Besatzung, die zum großen Teil unter dem Kommando von Reinhard Hardegen am Unternehmen Paukenschlag teilgenommen hatte, war am 9. Januar unter dem Kommando des neuen Kommandanten Horst von Schroeter zu einer Unternehmung ausgelaufen. Gemeinsam mit neun weiteren Booten vom Typ IX sollte U 123 vor Freetown und im Golf von Guinea Jagd auf alliierte Schiffe machen und insbesondere die dortigen Zusammenstellungen von Geleitzügen stören. U 488 war zur Versorgung dieser U-Bootgruppe vor der westafrikanischen Küste positioniert worden. Am 23. März versorgte das Boot U 123 und meldete Kommandant von Schroeters erzielte Versenkungen an die U-Bootführung, da das Funkgerät von U 123 schadhaft war. Für den 26. April wurde ein Zusammentreffen mit U 66 befohlen, das sich seit dem 16. Januar auf Feindfahrt befand und nun Treibstoffbedarf hatte. Es gelang den Alliierten, den Funkverkehr, der zur Vorbereitung dieses Rendezvous zwischen den beiden Booten und der U-Bootführung hin- und herging abzuhören und den Enigma-Code zu dechiffrieren. Daraufhin beorderte die United States Navy den Geleitträger Croatan in das Seegebiet, das für das Zusammentreffen der beiden deutschen U-Boote vereinbart worden war.

## Verbleib
Das Boot wurde am 26. April 1944 im Mittelatlantik, nordwestlich der Azoren auf dem vorgesehenen Versorgungsplatz für U 66, durch eine Kampfgruppe um die USS Croatan anhand des Funkverkehrs mit U 66 eingepeilt, und durch Flugzeuge des Geleitträgers im Mondschein aufgespürt. Die amerikanischen Zerstörer USS Frost, USS Inch, USS Huse, USS Barber und USS Snowdon orteten das U-Boot daraufhin und attackierten es mit Wasserbomben. Nachdem sich die durch die Detonationen aufgewühlte See, die Sonarbeobachtungen erschwerte, beruhigt hatte, stellten die Verfolger fest, dass das U-Boot ohne Fahrt auf 170 m Tiefe still lag. Nach einem erneuten massiven Wasserbombenangriff erklärten sie das Boot für versenkt, obwohl keine Trümmer auftrieben. Die Position war 17° 54′ N, 38° 5′ W im Marine-Planquadrat EG 3192. Als sich der Verdacht, dass U 488 verloren gegangen sei, erhärtete, erklärte die deutsche U-Bootführung das Konzept der Versorgung von U-Booten durch „Milchkühe“, von denen nun nur noch eine, U 490, übrig war, als gescheitert.